# فيكتوريا تيهيبكو
فيكتوريا تيهيبكو ( (بالأوكرانية: Вікторія Вікторівна Тігіпко)‏ من مواليد 17 أغسطس 1973 في كييف ) هيا سيدة أعمال وشخصية عامة وشريكة مؤسسة ومديرة عامة لشركة رأس المال الاستثماري مشاريع TA  و رئيسة مهرجان أوديسا السينمائي الدولي ، ورئيسة مجلس الإشراف على أكاديمية الأفلام الأوكرانية ، والعقل المدبر لـ  مؤتمر تقنيات الإنترنت والابتكارات (2010-2014). بدأت في إنشاء كود نادي UA  الفرع الأوكراني تابع لـ كود نادي (شبكة عالمية من نوادي الترميز التي يقودها المتطوعون للأطفال). وهيا أحد مؤسسي Wtech مجتمع لرائدات تكنولوجيا المعلومات والأعمال التقنية.